# ФК ЧСК Пивара
ФК ЧСК Пивара је српски фудбалски клуб из Челарева, Општина Бачка Паланка. Клуб је основан 14. августа 1925. године и тренутно се такмичи у Војвођанској лиги Север, четвртом такмичарском нивоу српског фудбала.

## Историја
По оснивању 1925. добија име ЧОСК (Чебски омладински спортски клуб). Челарево данашње име добија после Другог светског рата, до тада се звало Чеб. 1946. године клуб поново оживљава у овом месту под именом ФК Раднички, да би 1950. године променио име у СК Подунавље, када и бележи запаженије резултате, пласманом у Групно првенство Новог Сада. Тај успон траје две године, после чега се такмичи у подручној лиги Новог Сада. 1953. године фузијом „Подунавља“ и „Крајишника“ формира се данашњи ЧСК. Нови клуб је 1963. године поново у вишем рангу регионалној Подунавској лиги. Наредне три сезоне је члан Војвођанске лиге, у коју поново улази 1969. и опет се у њој задржава три сезоне. 
Наредних 17 година проводи у подручној и регионалној лиги, да би 1989. по трећи пут стигао до Војвођанске лиге. Овога пута је у њој само једну сезону, али се одмах следеће враћа. 1992/93. остварује свој највећи успех до тада такмичећи се по први пут у републичком рангу, Српској лиги- Север. 1998. је у вишем рангу. У Другој савезној лиги ЧСК се такмичио пуне четири сезоне, да би се поново нашао у Српској лиги - Војводина. У сезони 2004/05. осваја друго место у Српској лиги Војводина и након 2 круга баража, где је био успешнији од „Посавац Кнежевца“ 1:1, 5:1 и Пролетера из Зрењанина 2:1, 0:0 улази у Другу савезну лигу. У Првој лиги (2. ранг) остаје до сезоне 2009/10. када заузима претпоследње 17. место и испада у нижи ранг. Од тада се такмичи у Српској лиги Војводина. У Српској лиги је провео пет сезона, али је у сезони 2014/15. заузео прво место и пласирао се у Прву лигу Србије. Сезоне 2015/16. у Купу Србије су прошли у шеснаестину финала. Играли су на свом терену у Челареву и изгубили од суперлигаша Борца из Чачка резултатом 0:1. Сезоне 2016/17. у Купу Србије прошли су у шеснаестину финала. Играли су на домаћем терену у Челареву и изгубили од Црвене звезде, утакмица је завршена резултатом 0:3 у корист Црвене звезде. Три године су се такмичили у Првој лиги Србије 2015/16., 2016/17. и 2017/18. У сезони 2017/18. заузели су претпоследње 15. место и испали у Српску лигу Војводина, где ће се такмичити у сезони 2018/19.

## Новији резултати
| Сезона   | Ранг | Лига                   | Позиција | ИГ | Д  | Н  | П  | ГД | ГП | ГР  | Бод | Куп                  |
| -------- | ---- | ---------------------- | -------- | -- | -- | -- | -- | -- | -- | --- | --- | -------------------- |
| 2009/10. | 2    | Прва лига Србије       | 17.      | 34 | 6  | 14 | 14 | 32 | 48 | -16 | 32  | Претколо             |
| 2010/11. | 3    | Српска лига Војводина  | 6.       | 30 | 13 | 9  | 8  | 49 | 33 | +16 | 48  | Није се квалификовао |
| 2011/12. | 3    | Српска лига Војводина  | 3.       | 28 | 12 | 7  | 9  | 34 | 34 | 0   | 43  | Није се квалификовао |
| 2012/13. | 3    | Српска лига Војводина  | 6.       | 30 | 12 | 8  | 10 | 32 | 24 | +8  | 44  | Није се квалификовао |
| 2013/14. | 3    | Српска лига Војводина  | 3.       | 30 | 14 | 12 | 4  | 50 | 21 | +29 | 54  | Није се квалификовао |
| 2014/15. | 3    | Српска лига Војводина  | 1.       | 30 | 24 | 2  | 4  | 67 | 16 | +51 | 74  | Није се квалификовао |
| 2015/16. | 2    | Прва лига Србије       | 3.       | 30 | 14 | 6  | 10 | 28 | 19 | +9  | 48  | Шеснаестина финала   |
| 2016/17. | 2    | Прва лига Србије       | 12.      | 30 | 8  | 11 | 11 | 31 | 32 | -1  | 34  | Шеснаестина финала   |
| 2017/18. | 2    | Прва лига Србије       | 15.      | 30 | 4  | 10 | 16 | 30 | 53 | -23 | 22  | Претколо             |
| 2018/19. | 3    | Српска лига Војводина  | 13.      | 32 | 11 | 7  | 14 | 38 | 56 | -18 | 39  | Претколо             |
| 2019/20. | 4    | Војвођанска лига Север | 5.       | 17 | 9  | 4  | 4  | 34 | 17 | +17 | 31  | Није се квалификовао |
| 2020/21. | 4    | Војвођанска лига Север | 9.       | 34 | 13 | 8  | 13 | 48 | 46 | +2  | 47  | Није се квалификовао |
| 2021/22. | 4    | Војвођанска лига Север |          |    |    |    |    |    |    |     |     | Није се квалификовао |